# Down the Dustpipe (album)
Down the Dustpipe è un album rarità del gruppo inglese Status Quo, uscito nel 1975.

## Il disco
Dopo il passaggio degli Status Quo all'etichetta concorrente Vertigo Records nel 1972, la Pye (prima casa discografica della band) decide di capitalizzare al massimo le vecchie incisioni alla luce dell'enorme successo conseguito nel frattempo dal gruppo, rivalutandole e proponendole al pubblico con l'inserimento in una numerosa serie di raccolte.
Tutto il materiale incluso nel disco appartiene al periodo compreso tra il 1968 ed il 1971.
Il prodotto viene pubblicato nel novembre del 1975 ed arriva alla posizione n. 20 delle classifiche inglesi.

## Tracce
1. Down the Dustpipe - 2:03 -  (Carl Groszman)
2. Technocolour Dreams - 2:53 -  (Rossi/Parfitt)
3. Lakky Lady - 3:13 -  (Rossi/Parfitt)
4. Spinning Wheel Blues - 3:18 -  (Rossi/Young)
5. Shy Fly - 3:49 -  (Rossi/Young)
6. Antique Angelique - 3:25 -  (Lancaster/Young)
7. Gerdundula - 3:50 -  (Manston/James)
8. Railroad - 5:39 -  (Rossi/Young)
9. Umleitung - 7:07 -  (Lancaster/Lynes)
10. Mean Girl - 3:54 -  (Rossi/Young)
11. Everything - 2:37 -  (Rossi/Parfitt)
12. Little Miss Nothing - 3:04 -  (Rossi/Parfitt)
13. Junior's Wailing - 3:31 -  (White/Pugh)
14. Make Me Stay a Bit Longer - 2:35 -  (Rossi/Parfitt)
15. Tune to the Music - 3:09 -  (Rossi/Young)
16. To Be Free - 2:37 -  (Lynes)
17. In My Chair - 3:17 -  (Rossi/Young)

## Formazione
- Francis Rossi (chitarra solista, voce)
- Rick Parfitt (chitarra ritmica, voce)
- Alan Lancaster (basso, voce)
- John Coghlan (percussioni)
- Roy Lynes (tastiere)

## Altri musicisti
- Bob Young (armonica a bocca)